# Centaurea nicolai
Centaurea nicolai là một loài thực vật có hoa trong họ Cúc. Loài này được Bald. mô tả khoa học đầu tiên năm 1891.